# هاري إس. داي
هاري إس. داي (بالإنجليزية: Harry S. Day)‏ هو سياسي أمريكي، ولد في 16 مايو 1871 في فريمونت في الولايات المتحدة، وتوفي بنفس المكان في 27 يونيو 1956. حزبياً، نشط في الحزب الجمهوري. وقد انتخب أمين صندوق الدولة ‏.